# Институт городского развития и жилищных стратегий
Институт городского развития и жилищных стратегий (Institute for Housing and Urban Development Studies, IHS) — международный центр урбанистики, являющийся частью Университета Эразма Роттердамского. IHS был основан в 1958 году. Институт предлагает постдипломное образование, интенсивные тренинги, а также консалтинговые и исследовательские услуги в сфере урбанистики, жилищных вопросов и городского планирования.

## История
В 1958 году главой роттердамского Bouwcentrum Яном ван Эттингером был основан Международный Строительный Курс (ICB). Его целью была передача накопленных за время восстановления Роттердама от последствий Второй Мировой Войны знаний урбанистам, архитекторам и инженерам из развивающихся стран. В июне 1972 года курс был перемещён в Образовательный центр Bouwcentrum (BIE). В дополнение к основному образовательному курсу начали появляться специализированные курсы для профессионалов. 

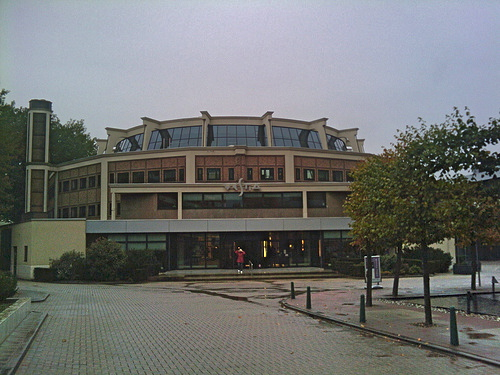
Круглое здание Bouwcentrum на Kruisplein

В 1982 году BIE был переименован в IHS (Institute for Housing Studies), а полное своё название институт приобрёл в 1990 году и стал называться Institute for Housing and Urban Development Studies. Вместе с тем IHS объявил о запуске новой мастерской программы по урбанистике в сотрудничестве с экономическим факультетом Erasmus University Rotterdam .
В течение 1990-х годов IHS усилил свои позиции за рубежом и запустил более десятка международных исследовательских и консалтинговых программ, в которых принимали участие такие организации как Всемирный банк, Азиатский банк развития и Межамериканский банк развития. Особенно тесным и эффиективным стало сотрудничество с UN-HABITAT (Программой ООН по населённым пунктам).
В 2000 году институт переехал в новое здание и стал частью кампуса Erasmus University Rotterdam (EUR), а 2004 году получил статус независимого ООО в составе холдинга EUR. С 2010 года директором института является Кейс ван Роойен. 

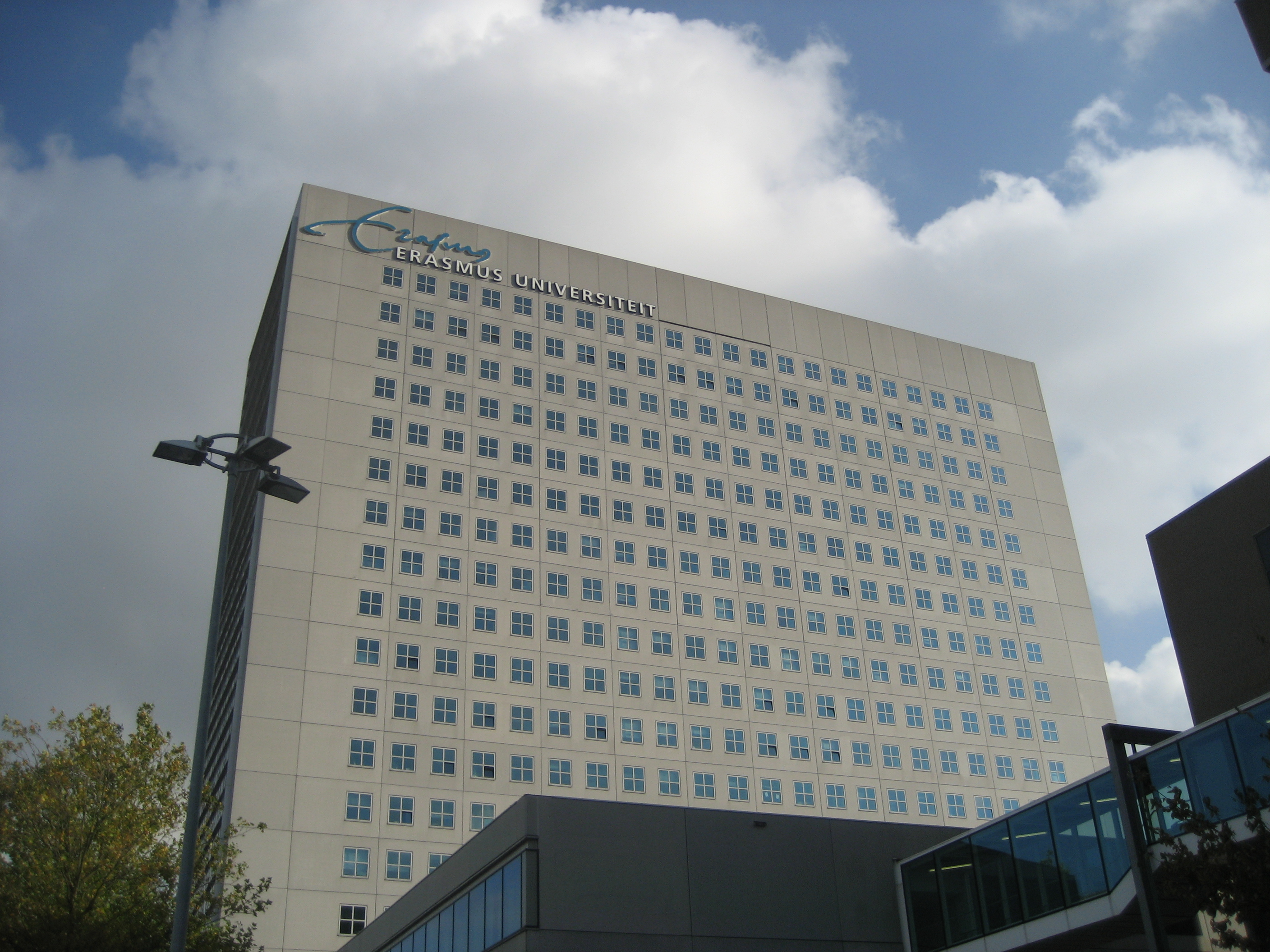
Здание IHS

На сегодняшний день IHS развивает институции по всему миру для повышения качества жизни в развивающихся странах и борьбы с нищетой. Институт насчитывает более 8 000 выпускников в 140 странах мира.

## Образовательные программы
Все образовательные курсы института ведутся на английском языке, что приводит к международному и межкультурному составу студентов. Основная мастерская программа IHS по урбанистике, MSc in Urban Management and Development (UMD), длится один год и предлагает специализации в следующих сферах городского развития:
- Управление и финансирование городской инфраструктуры
- Городское жильё
- Менеджмент окружающей среды и климатические изменения
- Интегрированное городское планирование
- Земельное развитие
- Конкурентоспособность и устойчивость городов

IHS также предлагает короткие интенсивные курсы для профессионалов для совершенства навыков в сфере жилищной политики, земельного управления, климатических изменений и др. Вдобавок к этому институт организовывает в Роттердаме специальные курсы для руководителей международных урбанистических институции из ЮАР, Кубы, Бразилии, Аргентины, Китая, Индонезии и других стран.

## Достижения
IHS получил в 2007 году престижную награду UN-Habitat Scroll of Honour Award  за участие в улучшении городской жизни по всему миру в качестве ведущего исследовательского центра урбанистики.